# Tipperary Sud
Tipperary Sud (irlandès Tiobraid Árann Theas ) és un comtat de la República d'Irlanda. És part de la Regió Sud-Est i situat a la província de Munster. Es compon de 52% de la superfície del comtat de Tipperary. El 2011, la població del comtat era de 88.433 habitants

## Geografia i subdivisions polítiques

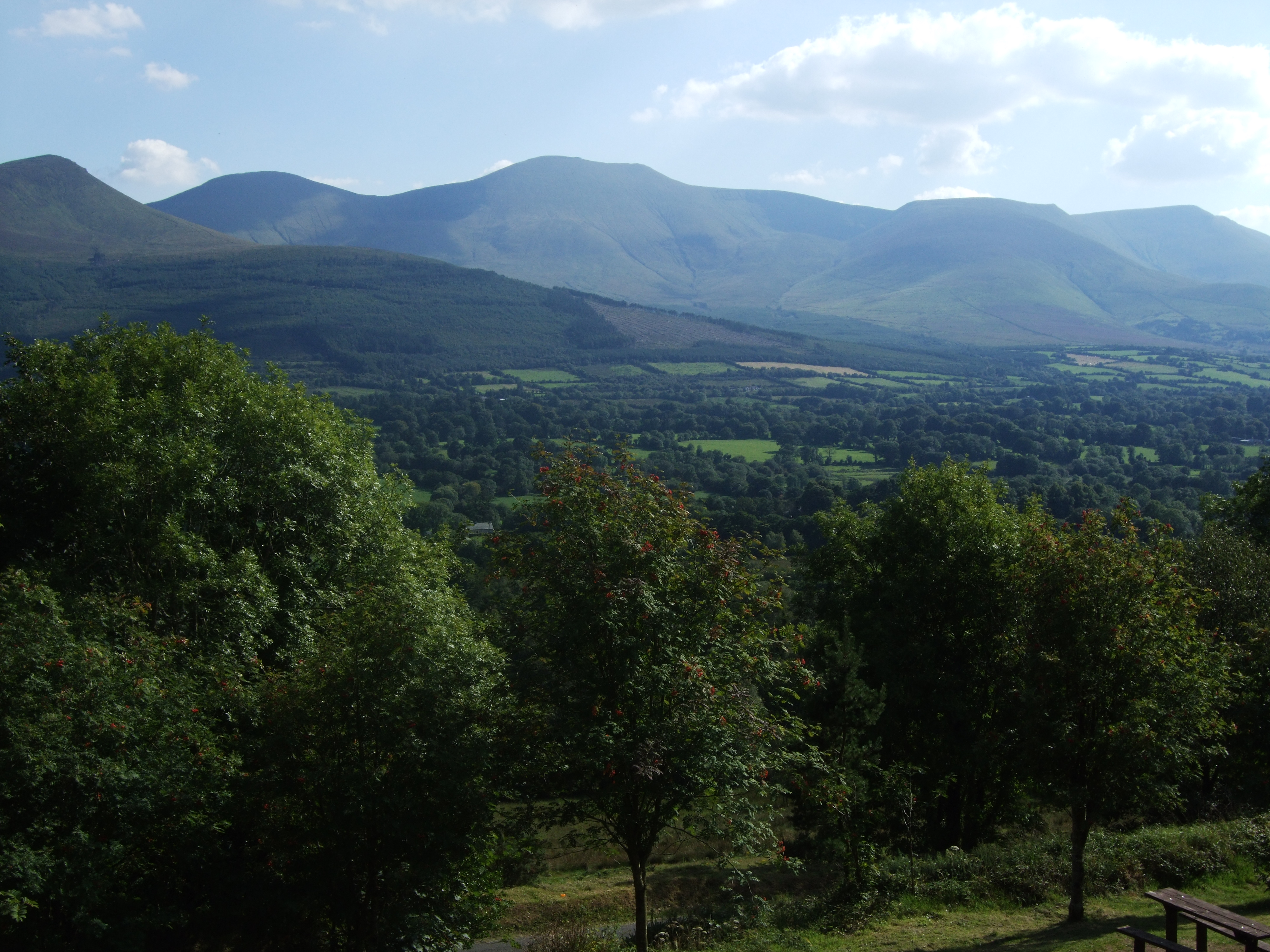
Les Muntanyes Galtee vistes des del Glen d'Aherlow.

La regió forma part de la planada central d'Irlanda, però el terreny diversificat conté diverses cadenes muntanyoses: les Knockmealdown i les Galtee. Cap part del comtat toca la costa. El comtat és drenat pel riu Suir. El centre és conegut com "el Golden Vale", un tram ric en terres de pastura a la conca Suir que s'estén als comtats de Limerick i Cork.

### Baronies
Hi ha sis baronies històriques a Tipperary Sud: Clanwilliam, Iffa and Offa East, Iffa and Offa West, Kilnamanagh Lower, Middle Third i Slievardagh.

### Parròquies civils i townlands
Les parròquies civils d'Irlanda foren deliniades després de la Down Survey com una subdivisió intermèdia, amb múltiples townlands per parròquia i múltiples parròquies per baronia. La parròquia civil té algun ús en imposició local i fou inclosa en els mapes del segle xix de l'Ordnance Survey of Ireland. Per a les poor law en el segle xix les divisions electorals de districte substituïren les parròquies civils. Hi ha 123 parròquies civils al comtat.

## Política i govern local

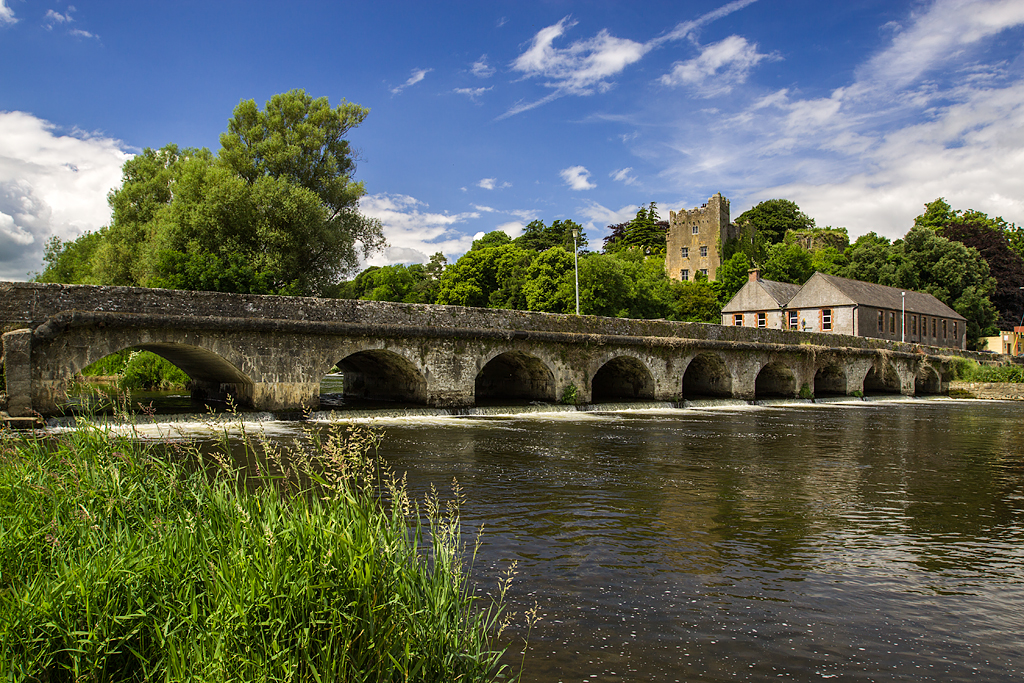
Castell d'Ardfinnan.

El comtat històric de Tipperary fou dividit en 1898 quan es va establir el comtat administratiu de Tipperary (South Riding). Riding Sud va existir com a comtat judicial després de l'establiment de l'assize courts en 1838. El nom del comtat canvià a South Tipperary, i el consell canvià el nom a Consell del comtat de Tipperary Sud, sota la Local Government Act 2001. El consell supervisa el comtat com a àrea de govern local independent. Per l'annex 8 de la mateixa llei, el consell resolgué donar al seu cap i al seu vicecap els títols de "Mayor" i "Deputy Mayor", respectivament. El consell està format per 21 representants escollits directament pel sistema de representació prorporcional mitjançant un sol vot transferible. L'actual consell fou elegit en les eleccions locals de juny de 2004.
Les funcions del consell són dividides en funcions reservades i funcions executives. Les funcions reservades són dutes a terme pels membres del consell i fan referències a qüestions polítiques, incloses el pla de desenvolupament i el pressupost anyal. Les funcions executives són responsabilitat de l'administrador del comtat i inclouen l'administració diària dels serveis.
Sota les provisions de la Local Government Act 1991, (Regional Authorities) (Establishment) Order, 1993, el territori de Tipperary Sud és definit com a part de la Regió Sud-est. Aquesta regió és una regió NUTS III de la Unió Europea. Per contrast, el comtat de Tipperary Nord forma part de la Regió Centre-Oest. Com a regió de nivell NUTS II, ambdós comtats són a la regió Sud i Est.
El comtat forma el gruix de la constituència de Tipperary Sud. La constituència envia 3 diputats al Dáil Éireann. Algunes porcions del nord del comotat formen part de la constituència de Tipperary North i algunes fraccions del sud formen part de la constituència de Waterford. Per a les eleccions al Parlament Europeu, el comtat forma part de la constituència Sud que hi envia eurodiputats.

## Irlandès
Hi havia parlants nadius d'irlandès a Tipperary Sud fins a mitjans del segle xx. S'han fet gravacions en dialecte local després de la mort dels darrers parlants nadius gràcies a un projecte de la Llibreria de la Reial Acadèmia Irlandesa.

## Centres de població
| Principals centre de població     | Principals centre de població | Principals centre de població | Principals centre de població | Principals centre de població | Principals centre de població | Principals centre de població | Principals centre de població |
| Rangle                            | Ciutat                        | Població                      | Baronia                       | Clonmel (County Town) Cahir   |                               |                               |                               |
| --------------------------------- | ----------------------------- | ----------------------------- | ----------------------------- | ----------------------------- | ----------------------------- | ----------------------------- | ----------------------------- |
| 1                                 | Clonmel                       | 17.008                        | Iffa and Offa East            | Clonmel (County Town) Cahir   |                               |                               |                               |
| 2                                 | Carrick-on-Suir               | 5.906                         | Iffa and Offa East            | Clonmel (County Town) Cahir   |                               |                               |                               |
| 3                                 | Tipperary                     | 5.065                         | Clanwilliam                   | Clonmel (County Town) Cahir   |                               |                               |                               |
| 4                                 | Cahir                         | 3.904                         | Iffa and Offa West            | Clonmel (County Town) Cahir   |                               |                               |                               |
| 5                                 | Cashel                        | 2.936                         | Middle Third                  | Clonmel (County Town) Cahir   |                               |                               |                               |
| 6                                 | Killenaule                    | 1.774                         | Slievardagh                   | Clonmel (County Town) Cahir   |                               |                               |                               |
| 7                                 | Fethard                       | 1,374                         | Middle Third                  | Clonmel (County Town) Cahir   |                               |                               |                               |
| 8                                 | Bansha                        | 1,090                         | Clanwilliam                   | Clonmel (County Town) Cahir   |                               |                               |                               |
| basat en el cens irlandès de 2006 |                               |                               |                               |                               |                               |                               |                               |